# Negriter
Negriter (Lessonia) är ett fågelsläkte i familjen tyranner inom ordningen tättingar. Släktet omfattar endast två arter med utbredning från Anderna i Peru till Eldslandet:
- Patagoniennegrito (L. rufa)
- Andinsk negrito (L. oreas)

Negriterna ska ej förväxlas med nigriter (Nigrita) i familjen astrilder (Estrildidae).